# Антоан-Жан Грос
Антоан-Жан Грос (фр. Antoine-Jean Gros; Париз, 16. март 1771 — близу Медона, 25. јун 1835) био је француски сликар. Углавном је сликао на историјске теме. Добио је титулу барона Гроса 1824.
Грос је студирао код сликара Жака-Луја Давида у Паризу и започео је самосталну уметничку каријеру током Француске револуције. Био је приморан да напусти Француску и  преселио се у Ђенову. Његов портрет француског лидера Наполеона Бонапарте у бици код Аркола (1796) привукао је пажњу јавности на Гросов рад и сликар је придобио Наполеоново покровитељство.
После вишегодишњег путовања са Наполеоновом војском, вратио се у Париз 1799. године. Поред тога што је направио неколико великих слика битака и других догађаја из Наполеоновог живота, Грос је био успешан портретиста.
Рођен је у Паризу. Грос је почео да учи да црта са шест година од свог оца, Жан-Антоана Гроа, који је био сликар минијатура. Показао се као даровит уметник. Његова мајка такође је била сликарка. Крајем 1785. Грос је, по сопственом избору, ушао у атеље Жака-Луја Давида, који је марљиво посећивао, настављајући да у исто време прати часове Колеџа Мазарен .
Смрт његовог оца, чије су околности биле осрамоћене Француском револуцијом, бацила је Гроса у ситуацију да се сам сналази у животу. Он се у потпуности посветио својој професији и такмичио се (неуспешно) 1792. за гран при. Отприлике у то време, међутим, на препоруку Школе примњених уметности, сликао је портрете чланова Националног конвента, али како се револуција развијала, Грос је напустио Француску 1793. и отишао у Италију.

## Ђенова и Бонапарта
Грос се издржавао у Ђенови као портретиста. Посетио је Фиренцу, а вратио се у Ђенову где је упознао Жозефину де Боарне. Након пријема код Жозефине у Милану, Гроса је добро примио њен муж, Наполеон Бонапарта .
Након што је Грос насликао сцену, Бонапарта на Понт д'Арколе, Бонапарта му је дао место иinspecteur aux revues, што је Гросу омогућило да прати војску. Године 1797. Грос је био задужен за одабир плена за Лувр.
Године 1799. Грос је напустио Ђенову и отишао у Париз. Почетком 1801. године налази се у Капуцинима . Његова студија за слику Битке код Назарета, која се сада налази у музеју у Нанту, добила је награду коју су 1802. понудили конзули, али пројекат није изведен, због, како се наводи, Наполеонове љубоморе на Жан-Андоша Жуноа, генерала приказаногна слици. Грос је добио задатак да наслика Бонапарту у посети жртвама куге у Јафи</i>, која се сада налази у Лувру. Током 1806. године урадио је слику Битка код Абукира, 25. јула 1799, (Жоашен Мира у бици код Абукира) сада у Версају; и 1808. године од његовог Napoléon sur le champ de bataille d'Eylau, le 9 février 1807 (Наполеон на бојном пољу после битке код Ајлауа) данас такође део колекције Лувра.
На Салону 1804. Грос је дебитовао са својом сликом Бонапарта у посети жртвама куге у Јафи. Слика је дала замајац његовој каријери као успешног сликара. Приказује Бонапарту у Јафи у посети војницима зараженим бубонском кугом  Приказан је како пружа руку једном од болесних, неузнемирен болешћу. Према П. Џил Морси, Наполеон је наручио од Гроса да наслика сцену како би неутралисао британску пропаганду. Пропаганда се фокусирала на две епизоде египатске кампање (1798—1800). Прво када је наредио масакр турских заробљеника. Друго, када је наредио убијање францускх војницима који су боловали од куге, тровањем. Слика приказује саосећајног Наполеона који посећује болесне у болници за кугу. Морс додаје да је Грос вероватно користио болест као метафору за сујету Наполеона и његовог Првог царства.
Док је Бонапарта заиста посетио кућу за оболеле, касније, док се његова војска спремала да се повуче из Сирије, наредио је тровање (лауданумом) око педесет својих мушкараца заражених кугом.

## Каснији живот и смрт
Године 1810. његов Мадрид и Наполеон код пирамида (Версај) показују да га је Наполеон напустио. Његови портрети Франсоа I и Карла V, 1812 (Лувр), имали су значајан успех.

## Наслеђе и почасти
Грос је постао члан Легије части 22. октобра 1808. од стране Наполеона након Салона 1808. године, где је излагао битку код Ајлауа. Грос је имао много ученика и имао је додатно више ученика од периода када је Давид напустио Париз 1815.
Под Бурбонском рестаурацијом, Грос је постао члан Академије примењених уметности, професор на Школи примењених уметности, и члан Реда Светог Михаила, Добио је титулу барона 1824 . од француског краља Шарла X.
Грос је инспирисао Ежена Делакроа, посебно својим радом у литографији. Обојица су радила у истом временском периоду и обојица су радила Наполеонове портрете. Међутим, у једном тренутку, Грос је назвао једну од његових слика масакром уметности.
Г. Даргенти је написао књигу на ову тему под насловом: Les Artistes célèbres. Le Bon Gros (1887)

## Галерија
- Бонапарта на Понт д'Арколе, 1796
- Наполеон у посети жртвама куге у Јафи, 1804
- Битка код Абукира, 25. јул 1799, 1806
- Наполеон код пирамида 1798, 1810
- Поручник Шарл Легран, в. 1810